# Watervliegtuigbasis De Filippis
De Watervliegtuigbasis De Filippis is een voormalige basis voor watervliegtuigen in Syracuse, een havenstad op het Italiaanse eiland Sicilië. De basis was in gebruik van 1923 tot 2012. De eigennaam is deze van Amaldo De Filippis, een oorlogsheld uit de Eerste Wereldoorlog.

## Historiek

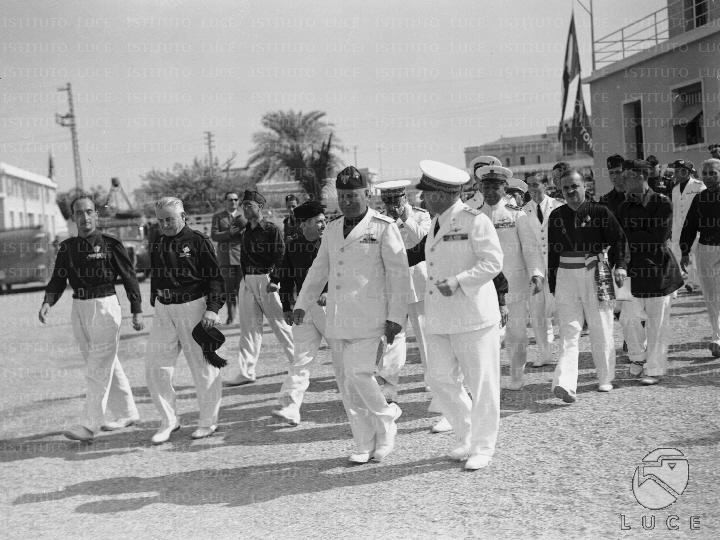
Mussolini bezoekt de Watervliegtuigbasis (1937)

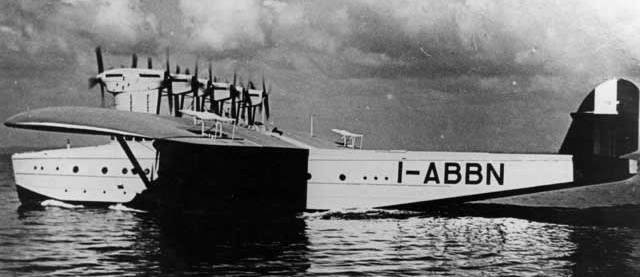
Voorbeeld van een watervliegtuig Dornier Do X van de Koninklijke Italiaanse Marine

In 1923 besloot het fascistisch regime in het koninkrijk Italië om in Syracuse een watervliegtuigbasis te bouwen. De keuze van de plaats was een natuurlijk zee-engte in de Porto Grande tussen de Siciliaanse kust en het eiland Ortigia. De watervliegtuigbasis was 3,5 km lang, 1,8 km breed en had een diepgang tussen de 3 en 25 m. In de jaren 1920 was het watervliegtuig een populair vervoersmiddel, zowel voor de burgerlijke als de militaire luchtvaart. De firma Ala Littoria verzorgde lijnvluchten van Rome over Napels en Syracuse naar Tripoli in Italiaans-Noord-Afrika. Het liet toe Italië te verbinden met haar kolonie Libië. 
Een veel gebruikt watervliegtuig in Syracuse was de Dornier Do X van Duitse makelij. In 1937 bracht Benito Mussolini een officieel bezoek aan de watervliegtuigbasis De Filippis.
Na de Tweede Wereldoorlog daalde het vervoer met watervliegtuigen. In 1960 werd de watervliegtuigbasis met haar kazerne omgezet in een radarstation van het leger van de Italiaanse republiek. Het radarstation zocht evenwel uit te breiden op het hoogste punt van Syracuse, op de Belvedere, en niet meer op zeeniveau. 
Na 1960 werd de basis nog zeldzaam gebruikt voor watervliegtuigen. Een kleine firma deed nog enkele militaire vluchten tot het jaar 2008 tussen De Filippis en Nicoletti in de stad Enna op Sicilië. De basis werd daarentegen meer een meer gebruikt voor plezierboten, kano’s en andere boten die geen diepgang hadden. Dit was al de situatie sinds de jaren 1920 maar kende een bloei na 1960.
In 2012 werd het radarstation opgedoekt in Syracuse. Het gebeurde met een militaire plechtigheid. Het Italiaanse leger concentreerde de NAVO-radaractiviteiten in de gemeente Noto in de provincie Syracuse. De plek was meer geschikt om krachtige radarsensoren en semi-geautomatiseerde installaties te huisvesten en te beveiligen dan de heuvel Belvedere in Syracuse. Sinds 2024 is het ministerie van Defensie op zoek naar bouwpromotoren om de militaire site De Filippis te herbestemmen naar een grootschalige plezierhaven. De demilitarisatie van de kazerne op de site heeft nog niet plaats gevonden.